# Big Pond Beach
Big Pond Beach – plaża chroniona (chroniony odcinek wybrzeża) na poziomie prowincjonalnym (protected beach) w kanadyjskiej Nowej Szkocji, w hrabstwie Cape Breton, na południowo-zachodnim wybrzeżu zatoki Spanish Bay, utworzona 16 sierpnia 1977; nazwa urzędowo zatwierdzona 4 maja 2009.